# Liao Jingzong
Liao Jingzong (chinois : 辽景宗 ; pinyin : liáo jǐngzōng), né Yelü Xian (耶律贤, yēlǚ xián) en 948, est le cinquième empereur de la dynastie Liao entre 969 et 982.
Il succède à Liao Muzong et Liao Shengzong lui succède.